# Protektionismus

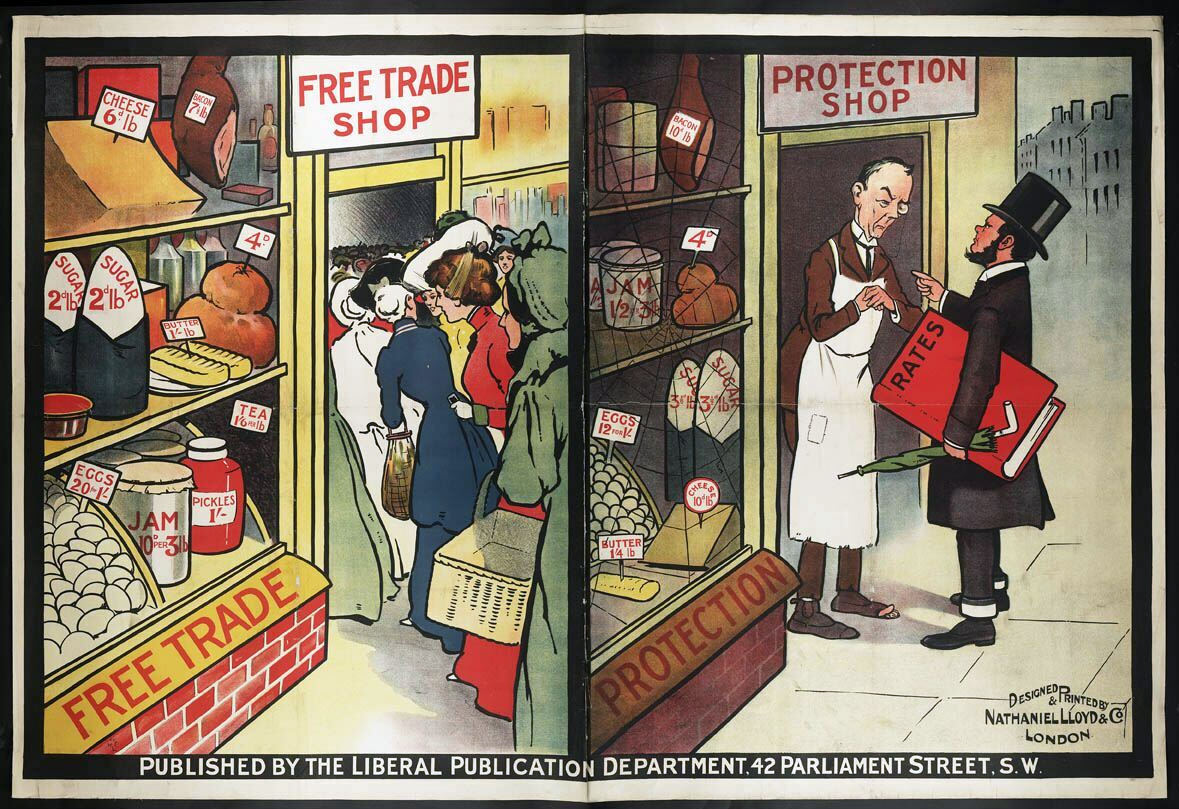
Plakat der Liberal Party, welches ihre Ansichten zu den Unterschieden zwischen Freihandel (links) und Protektionismus (rechts) darstellt

Protektionismus (von lateinisch protectio ‚Schutz‘) ist eine Form der Handelspolitik, mit der ein Staat durch Handelshemmnisse versucht, ausländische Anbieter auf dem Inlandsmarkt zu benachteiligen, um inländische Anbieter vor ausländischer Konkurrenz zu schützen. Ihr Gegensatz ist der Freihandel.

## Tarifäre und nicht-tarifäre Handelshemmnisse
Ein Staat oder eine Freihandelszone (etwa die EU oder die NAFTA) können den eigenen Binnenmarkt schützen, indem sie eine oder mehrere der folgenden protektionistischen Maßnahmen einführen. Dabei lässt sich zwischen tarifären Handelshemmnissen und nicht-tarifären Handelshemmnissen unterscheiden.

### Tarifäre Handelshemmnisse
Tarifäre Handelshemmnisse haben einen direkten Einfluss auf die Preise von Gütern. Als Beispiel lassen sich folgende Maßnahmen aufführen:
- Zölle: Zollabgaben stellen eine Art von Steuern dar und werden häufig auf importierte Waren erhoben. Dadurch verteuert sich der Import der betreffenden Güter und macht diese somit preislich weniger attraktiv. Damit wird erreicht, dass gleichartige Güter inländischer Produktion, die aufgrund etwa höherer Lohnkosten normalerweise teurer wären, auf demselben Preisniveau gehandelt werden und dadurch die Mengen der importierten Waren abnehmen.

- Subventionen (auch Beihilfen): Staatliche Subvention bestimmter Wirtschaftsbereiche ermöglichen deren Überleben, obwohl die realen Produktionskosten deutlich über dem Weltmarktpreis liegen. Ohne diese Beihilfen würde die inländische Produktion zum Erliegen kommen, da gleichwertige Güter auf dem Weltmarkt deutlich günstiger eingekauft werden könnten. Es werden dabei die verschiedensten Subventionsmittel angewendet, wie etwa Steuererleichterungen, Gewährung vergünstigter Kredite, direkte Finanzhilfen und andere. Besonders häufig sind in Deutschland Subventionen der Agrarwirtschaft und auch des Bergbaus. Zum Teil werden auch neue Industriezweige subventioniert (etwa die Solartechnik), bis diese sich etabliert haben.

- Exportsubventionen: Exportsubventionen sind staatliche Beihilfen, um den Export heimischer Güter zu ermöglichen, die aufgrund hoher Produktionskosten ohne diese Stütze am Weltmarkt chancenlos wären. In der EU werden vor allem Agrarprodukte wie Milch, Fleisch oder auch Zucker mit solchen Subventionen unterstützt.

### Nicht-tarifäre Handelshemmnisse
Nicht-tarifäre Handelshemmnisse sind ebenfalls Maßnahmen, die angewandt werden, um Importe aus dem Ausland zu begrenzen, sich jedoch nicht direkt auf die Preise auswirken. Als Beispiel können folgende Maßnahmen aufgezählt werden:
- Einfuhrkontingente (auch Importquoten): Um die Importmenge bestimmter Güter zu begrenzen, kann ein Staat hierfür ein Einfuhrkontingent festlegen. Ist das Kontingent ausgeschöpft, darf in dem für das Kontingent definierten Zeitraum keine weitere Menge der betreffenden Güterart eingeführt werden. Besonders häufig findet man Einfuhrkontingente im Agrarbereich.

- Konformitätsanforderungen: In einigen Binnenmärkten ist das Inverkehrbringen bestimmter Waren abhängig vom Erfüllen gewisser Standards (z. B. die CE-Kennzeichnung in der EU, HACCP-Bestimmungen zur Lebensmittelsicherheit, Umweltstandards, Bier nach „Deutschem Reinheitsgebot“ etc.). Auch hierin kann eine gewisse Art des Protektionismus gesehen werden, da es den Freihandel einschränkt.

## Begründungen
Ziel ist es in der Regel, bestimmte Produkte oder Branchen eines Landes zu fördern oder die eigene Volkswirtschaft generell zu unterstützen. Zudem wird versucht, den Aufbau neuer, noch nicht wettbewerbsfähiger Industriezweige zu ermöglichen, da diese Industriezweige in der Anfangsphase dem Druck des Weltmarkts nicht standhalten würden. Ehemalige Entwicklungsländer wie die Volksrepublik China konnten so zu Schwellenländern bzw. Industrienationen aufsteigen. Dies gelang liberalisierten Ländern mit ähnlichen Voraussetzungen nicht auf diesem Weg. Ähnlich war es mit Deutschland (1874–1914) und den USA (1865–1900). In den USA war der Streit um die zukünftige Wirtschaftspolitik (Freihandel oder Protektionismus) zwischen den ländlichen Südstaaten und den sich industrialisierenden Nordstaaten ein Grund für die Sezession der Südstaaten.
In Wirtschaftssektoren, die für wichtig im Sinne der nationalen Sicherheit bzw. der militärischen Interessen eines Landes gehalten werden, werden selbst in Staaten, die sich als Vorkämpfer des Freihandels verstehen, Verbote von Außenhandel oder Einschränkungen des freien Kapitalverkehrs für unumgänglich gehalten. So werden zum Beispiel im Jahr 2010 dergleichen Argumente gegen den chinesischen Funknetzausrüster Huawei vorgebracht.

## Kritik

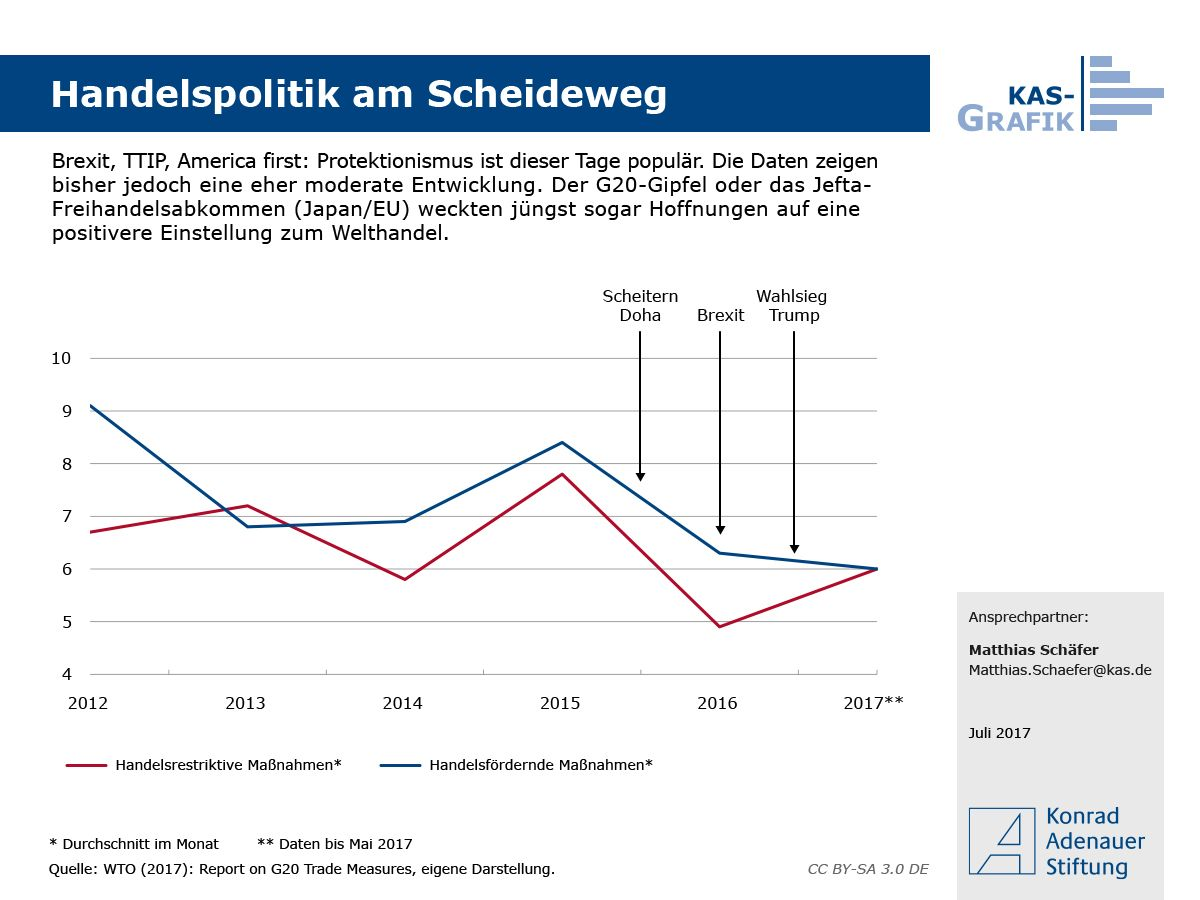
Mehr Freihandel oder Protektionismus? Übersicht über die Entwicklung weltweit

Gegner des Protektionismus hingegen fordern einen globalen Freihandel und argumentieren, Protektionisten würden komparative Kostenvorteile und weitere Vorteile des Handels nicht beachten. Aus dem Umstand, dass ein Tausch nur dann durchgeführt wird, wenn das erhaltene Objekt mehr wertgeschätzt wird als das eingetauschte – niemand tauscht in der Erwartung nach dem Tausch schlechter dazustehen – schlussfolgern sie unmittelbar, dass jegliche Beschränkung wohlfahrtsmindernd sei.
Friedrich August von Hayek sagte über die Zweckmäßigkeit von Schutzzöllen:

„Schwierigkeiten treten erst auf, wenn ein Zoll dazu verwendet wird, um eine Industrie rascher emporwachsen zu lassen, als sie das ohne Zoll täte, oder um sie gegen widrige Einflüsse zu schützen, die ihren Niedergang herbeiführen würden. In diesen Fällen wird, um eine bestimmte Gruppe zu subventionieren, allen anderen Produzenten und Konsumenten ein Opfer auferlegt.“

Von Hayek zog aus seinen Überlegungen folgende Schlussfolgerung: „Die Abschaffung souveräner Nationalstaaten und die Schaffung einer wirksamen internationalen Rechtsordnung sind die notwendige Ergänzung und logische Vollziehung des liberalen Programms.“
Der britische Autor und Wirtschaftsjournalist Joe Studwell verteidigt in seinem Buch How Asia Works die protektionistische Politik jener Schwellenländer, die nicht die Empfehlungen des IWF zu Liberalisierung des Handels gefolgt seien. Staaten, die sich den Empfehlungen des IWF angeschlossen hätten wie die Philippinen, Thailand und Indonesien wiesen heute wirtschaftliche Probleme auf, weil sie ihre Märkte zu früh liberalisiert und Subventionen gestrichen hätten. China, Taiwan und Südkorea hingegen hätten strikte Finanzkontrollen eingeführt, Protektionismus betrieben, Subventionen für dynamische Exportunternehmen gezahlt und so den heimischen Unternehmern Luft zum Atmen gegeben, bis diese und insbesondere die neuen Industrien wettbewerbsfähig wurden (sogenannte „Infant Industry Protection“). Allerdings seien diese Subventionen an die Erzielung von Exportüberschüssen gebunden.

## Beispiele der letzten Jahre für Protektionismus

### Europäische Union und Vereinigte Staaten
Der Stahlstreit zwischen der Europäischen Union und den Vereinigten Staaten wurde 2002 durch eine Entscheidung des US-amerikanischen Präsidenten George W. Bush ausgelöst, zum Schutz der heimischen Stahlindustrie Stahlimporte aus der Europäischen Union mit Zöllen in Höhe von 30 Prozent zu belegen. Die EU-Kommission beschloss daraufhin Gegenmaßnahmen, die Sanktionen gegen US-Importe wie Stahl oder Bekleidung in Höhe von 2,2 Milliarden Euro vorsahen. Das Schiedsgericht der Welthandelsorganisation (WTO) erklärte die amerikanischen Strafzölle auf Stahlimporte für unvereinbar mit den WTO-Regeln.

### Handelsbeziehungen USA – China
Die Handelsbeziehungen zwischen den USA und China sind seit geraumen Jahren bis in die Gegenwart zu einem paradigmatischen Fall in der Wirtschaftstheorie und zu einem politischen Streitfall im Hinblick auf den freien Welthandel geraten. Wirtschaftsnobelpreisträger Paul Krugman hält protektionistische Maßnahmen der USA gegen Chinas Handelsstrategie, die er als „Merkantilismus“ bezeichnet, für eine geeignete wie unumgängliche Gegenstrategie. Er beruft sich dabei auf Paul Samuelson, der die Argumente für Freihandel als ineffektiv betrachtete, sobald eine Volkswirtschaft in Unterbeschäftigung mit einer Volkswirtschaft konfrontiert wird, die den Export subventioniert.
Ein Beispiel für die protektionistischen Maßnahmen der USA gegenüber China stellt der Solarmarkt dar. Im Mai 2012 führten die USA Strafzölle von 31 bis 250 Prozent auf chinesische Solarunternehmen ein.
Vor dieser Maßnahme der USA klagten diese sowie die EU vor der WTO gegen China, weil man der Volksrepublik vorwarf, ihre Monopolstellung auf seltene Erden durch Exportbeschränkungen auszunutzen.
Nach einer Studie des gewerkschaftsnahen Economic Policy Institute gingen in den USA zwischen 2001 und 2008 2,4 Millionen Arbeitsplätze verloren, was in der Hauptsache auf das Ungleichgewicht im USA-China-Handel zurückgeführt wird. Eine Studie der Brookings Institution geht davon aus, dass durch die Finanzkrise die Nachfrage der US-Konsumenten als Wachstumsmotor für die Weltwirtschaft ausfallen werde. Es wird erwartet, dass die USA selbst stärker exportieren müssen, um ihre Handelsbilanz in Ordnung zu bringen. Bei einem schwachen Wachstum der Weltwirtschaft insgesamt werde sich die Politik daher mehr in Richtung Protektionismus bewegen.

### Atomstreit mit Iran
Aufgrund der Verstöße Irans gegen die Resolutionen des UN-Sicherheitsrats und die Weigerung, sinnvolle Verhandlungen über das Atomprogramm aufzunehmen, beschlossen die EU-Mitgliedstaaten 2012 einen Einfuhrstopp iranischen Öls.
Bevor diese Sanktionen aber in Kraft traten, drohte die Regierung in Teheran damit, den Ölexport nach Europa umgehend einzustellen, sodass Länder wie Griechenland, Spanien und Italien nicht genug Zeit haben, sich neue Öllieferanten zu suchen, und so der dortigen Wirtschaft kurzfristig zu schaden.

### Sanktionen gegen Russland
Die EU-Mitgliedstaaten beschlossen nach der Annexion der Krim durch Russland Wirtschaftssanktionen gegen Russland. Diese beinhalteten Erschwerung des Zugangs für russische Banken zum europäischen Kapitalmarkt, den Ausfuhrstopp für Rüstungsgüter und Waffen sowie Einschränkung der Lieferungen von Spitzentechnologie, die für die Ölförderung benötigt werden.
Im Gegenzug verhängte die Russische Föderation Einfuhrstopps gegen Milchprodukte, Fleisch, Obst und Gemüse aus den EU-Staaten, den USA, Australien, Kanada und Norwegen.

## Spieltheorie zu Freihandel und Protektionismus
Um die Handelspolitik von Staaten genauer zu begründen, kann man die Spieltheorie heranziehen.

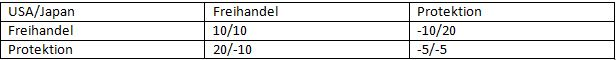
Tabelle zur Veranschaulichung der Spieltheoretischen Situation „Protektionismus vs Freihandel.“ (Originaldarstellung aus: Internationale Wirtschaft – Theorie und Politik der Außenwirtschaft)

Die Zahlen in der Tabelle stehen dafür, wie viel Nutzen der jeweilige Spieler aus der jeweiligen Situation erhält. Dabei sind die Punkte links der USA zuzuordnen und die Punkte rechts Japan. Die Situation oben links in der Tabelle ist so zu verstehen, dass sich USA und Japan gegenseitig freihändlerisch verhalten. Oben rechts in der Tabelle sieht man die Situation, in der Japan allein sich protektionistisch gegenüber den USA verhält, für unten links gilt dies vice versa. Unten rechts verhalten sich beide Nationen protektionistisch gegenüber einander.
Führen beide Länder Freihandel durch, ergibt sich daraus ein Nutzen von 10 für beide Länder. Die Länder profitieren in dieser Situation von der Arbeitsteilung und haben dadurch beide einen positiven Nutzen, wenn jedes Land das herstellt, worin es Vorteile in der Produktion hat. In dieser Situation sind die Unternehmen beider Nationen dem Konkurrenzdruck aus dem Ausland ausgeliefert, mit der Folge, dass Unternehmen langfristig schließen müssen, wenn die Konkurrenz deutliche komparative Kostenvorteile hat.
Verhält sich ein Land protektionistisch, während das andere Freihandel betreibt, so erhält das Land, welches sich protektionistisch verhält, enorme Vorteile. Diese drücken sich in den 20 Nutzeneinheiten aus. Das protektionistische Land kann seine Unternehmen vor Konkurrenz aus dem Ausland schützen, während das andere Land dem Konkurrenzdruck aus dem Ausland völlig ausgeliefert ist, was sich in den −10 Nutzeneinheiten ausdrückt.
Wenden beide Länder Protektionismus an, so entsteht ein Schaden für beide Länder, da anstatt zu kooperieren jeder nur den eigenen Vorteil für seine Unternehmen sucht und versucht, der ausländischen Wirtschaft zu Schaden. Die Wohlfahrtsgewinne durch die Arbeitsteilung fallen in dieser Spielsituation völlig weg, weshalb diese Situation einen negativen Nutzen für beide Spieler von −5 ergibt.
Oft sind politische Konflikte dafür verantwortlich, dass Nationen die Spielsituation Freihandel/Freihandel aufgeben, um der anderen Nation zu schaden und auf diese Weise eine Kursänderung zu erzwingen. Jedoch hat die einseitige Erhebung von protektionistischen Maßnahmen meist zur Folge, dass Gegenmaßnahmen ergriffen werden.
Diese spieltheoretische Grundlage lässt sich mit dem oft zitierten Gefangenendilemma vergleichen. Gibt es keine übergeordnete Institution oder Regelwerk, welches beide Spieler dazu bringt sich kooperativ zu Verhalten, wählt jeder Spieler die Strategie, die für ihn am besten ist, unter der Prämisse, dass der andere Spieler sich gleichermaßen verhält. Ohne Freihandelsabkommen oder übergeordnete Gremien wie die Welthandelsorganisation oder die Europäische Union finden wir uns demnach oft in der Situation wieder, dass sich Länder protektionistisch gegeneinander verhalten.

## Neue Politische Ökonomie zum Protektionismus
Aus Sicht der neuen politischen Ökonomie lassen sich weitere Beweggründe finden, wieso Länder zu protektionistischem Handeln übergehen, statt sich am Freihandel zu orientieren. Bei der neuen politischen Ökonomie (auch Public Choice oder Ökonomische Theorien der Politik genannt) geht es im Grundkern darum, politisches Verhalten, Entscheidungsprozesse und Strukturen mittels der Methoden und Theorien der Wirtschaftswissenschaften zu erklären. Es werden individuelle und kollektive Entscheidungen von Wählern, Politikern, Parteien, Interessenverbände usw. analysiert.
Nach der Theorie des internationalen Handelns führt ein Übergang zum Freihandel zur Gesamtwirtschaftlichen Pareto-optimalen Situation. Jedoch gilt diese Annahme nicht für einzelne Unternehmen, die sich im Zuge einer Handelsliberalisierung stärkerer Konkurrenz aus dem Ausland ausgesetzt sehen. Daher besteht für einzelne Wirtschaftsbranchen oder Unternehmen ein starker Anreiz, sich zu organisieren und auf einem politischen Markt Protektionismus vor ausländischen Konkurrenten oder Schutz vor importierten Waren nachzufragen. Politiker und Parteien sind in dieser Betrachtung Anbieter von protektionistischer Politik und bieten diese an, wenn sie sich davon versprechen, ihre Wiederwahlchancen zu erhöhen bzw. wenn sie davon ausgehen müssen, dass eine Positionierung pro Freihandel Wählerstimmen kostet. Befürworter von Protektionismus sind in der Regel stark organisiert, da eine Änderung der Zölle direkte Auswirkung auf die betroffenen Akteure hat, während Freihandelsinteressen schwächer vertreten werden, weil die Gewinne hieraus meist gesamtwirtschaftlich zum Tragen kommen und einzelne Akteure, die sich gegen die Konkurrenz aus dem Ausland behaupten können, selbst ein Interesse daran haben, ihre eigenen Waren ins Ausland abzusetzen.